# جان انگوگی
جان انگوگی (انگلیسی: John Ngugi؛ زادهٔ ۱۰ مه ۱۹۶۲) دونده اهل کنیا است. از افتخارات او می‌توان به کسب مدال طلا دو ۵۰۰۰ متر در بازی‌های المپیک تابستانی ۱۹۸۸ اشاره کرد.